# Campos (Familienname)
Campos ist ein Familienname.

## Namensträger

### A
- Adrián Campos (1960–2021), spanischer Automobilrennfahrer
- Adrián Campos jr. (* 1988), spanischer Automobilrennfahrer
- Adriana Campos (1979–2015), kolumbianische Schauspielerin
- Alberto Barroso Campos (* 1996), italienischer Tennisspieler
- Alberto Campos Hernández (* 1951), mexikanischer Ordensgeistlicher, Apostolischer Vikar von San José de Amazonas
- Alejandro Campos (* 1983), argentinischer Rugby-Union-Spieler
- Alexander Campos (* 1980), salvadorianischer Fußballspieler
- Álvaro de Campos (1888–1935), portugiesischer Schriftsteller, siehe Fernando Pessoa
- Ana Karen Guadiana Campos (* 2002), mexikanische Tennisspielerin
- Ana Paula Campos (* 1994), brasilianische Badmintonspielerin
- André Campos (* 1960), brasilianischer Wasserballspieler
- Angelo Campos (* 2000), portugiesisch-schweizerischer Fußballspieler
- António Campos (Regisseur, 1922) (1922–1999), portugiesischer Filmregisseur
- António Campos (Politiker) (* 1938), portugiesischer Politiker
- Antonio Campos (Rugbyspieler), portugiesischer Rugbyspieler
- Antonio Campos (Leichtathlet) (* 1951), spanischer Leichtathlet
- Antonio Campos (Regisseur, 1983) (* 1983), US-amerikanischer Filmregisseur und -produzent
- António Correia de Campos (* 1942), portugiesischer Politiker und Jurist
- Arsenio Martínez-Campos (1831–1900), spanischer General
- Artur Alberto de Campos Henriques (1853–1922), portugiesischer Politiker
- Augusto de Campos (* 1931), brasilianischer Schriftsteller

### B
- Bernardo Campos (* 1991), chilenischer Fußballspieler
- Bri Campos (* 1994), mexikanische Fußballspielerin
- Bruno Campos (* 1973), brasilianischer Schauspieler

### C
- Carlos Campos (* 1931), portugiesischer Reitsportler
- Carmen Campos Costa (* 1995), spanische Handballspielerin
- Catarina Campos (* 1985), portugiesische Fußballschiedsrichterin
- Cláudia de Campos (1859–1916), portugiesische Dichterin und Feministin
- Cosme da Silva Campos (* 1952), brasilianischer Fußballspieler
- Cristóbal Campos (* 1999), chilenischer Fußballspieler

### D
- Dácio Campos (* 1963), brasilianischer Tennisspieler
- Daniel Campos (1829–1902), bolivianischer Entdecker
- Daniel Campos (Fußballspieler, 1977) (* 1977), guatemaltekischer Fußballspieler
- Daniel Campos (Fußballspieler, 1981) (* 1981), chilenischer Fußballspieler
- Daniela Campos (* 2002), portugiesische Radrennfahrerin
- Dario Campos (* 1948), brasilianischer Geistlicher, Erzbischof von Vitória
- Deoclecio Redig de Campos (1905–1989), brasilianischer Kunsthistoriker
- Diego Campos (Fußballspieler, 1985) (* 1985), mexikanischer Fußballspieler
- Diego Campos (Fußballspieler, 1995) (* 1995), costa-ricanischer Fußballspieler
- Diego Campos (Fußballspieler, 1996) (* 1996), peruanischer Fußballspieler
- Dilmo Franco de Campos (1972–2024), brasilianischer Geistlicher, Weihbischof in Anápolis
- Diógenes de Almeida Campos (* 1943), brasilianischer Paläontologe
- Djalma Campos (* 1987), angolanischer Fußballspieler

### E
- Ederson Honorato Campos (* 1986), brasilianischer Fußballspieler, siehe Ederson (Fußballspieler, 1986)
- Eduardo Campos (1965–2014), brasilianischer Politiker
- Eladio Campos (* 1936), mexikanischer Leichtathlet
- Eloy Campos (* 1942), peruanischer Fußballspieler
- Elsa Fanny Campos Guevara (* 1975), peruanische Politikerin
- Emilio Campos (1954–2022), venezolanischer Fußballspieler
- Enrique Campos (Sänger, 1913), uruguayischer Tangosänger, Komponist und Bandleader
- Enrique Campos (Radsportler) (* 1961), venezolanischer Radrennfahrer
- Enrique Campos (Sänger, 1989), argentinischer Tangosänger, -komponist und -dichter
- Enrique Campos Menéndez (1914–2007), chilenischer Diplomat, Politiker und Schriftsteller
- Eréndira Araceli Paz Campos (* 1961), mexikanische Diplomatin

### F
- Fabiano de Lima Campos Maria (* 1985), brasilianischer Fußballspieler
- Felipe de Souza Campos (* 1981), brasilianischer Fußballspieler
- Felipe Campos (* 1993), chilenischer Fußballspieler
- Fernando Campos (1923–2004), chilenischer Fußballspieler
- Fernando Schiappa de Campos (1926–2018), portugiesischer Architekt
- Flávio Campos (* 1965), brasilianischer Fußballspieler
- Florencio Molina Campos (1891–1959), argentinischer Illustrator und Maler
- Francisca Campos (* 1985), chilenische Radrennfahrerin
- Francisco Campos (Fußballspieler) (1912/1916–1995), spanischer Fußballspieler
- Francisco Campos (Radsportler) (* 1997), portugiesischer Radsportler
- Francisco de Campos Barreto (1877–1941), brasilianischer Geistlicher, Bischof von Campinas
- Francisco Luís da Silva Campos (1891–1968), brasilianischer Jurist und Politiker
- Francisco Maria Campos y Angeles (1860–1945), mexikanischer Geistlicher, Bischof von Chilapa

### G
- Guilherme Campos (* 1955), brasilianischer Ruderer
- Guilherme Bissoli Campos (* 1998), brasilianischer Fußballspieler
- Guillermo Campos (* 2001), mexikanischer Hürdenläufer

### H
- Héctor Campos (Segler) (* 1945), argentinischer Segler
- Héctor Campos (Judoka) (* 1987), argentinischer Judoka
- Héctor Campos-Parsi (1922–1998), puerto-ricanischer Komponist
- Henrique Campos (1909–1983), portugiesischer Schauspieler und Filmregisseur
- Herminio Campos (* 1937), peruanischer Fußballspieler
- Hugo Campos (* 2000), portugiesischer Volleyball- und Beachvolleyballspieler

### I
- Isabella Cerqueira Campos (1938–2011), brasilianische Schauspielerin

### J
- Jairo Campos (* 1984), ecuadorianischer Fußballspieler
- Javier Campos Moreno (* 1959), chilenischer Schachspieler
- Jeaustin Campos (* 1971), costa-ricanischer Fußballspieler
- Jhasmani Campos (* 1988), bolivianischer Fußballspieler
- João Campos (* 1958), portugiesischer Leichtathlet
- Joaquim Campos (1924–2016), portugiesischer Fußballschiedsrichter
- Jorge Campos (* 1966), mexikanischer Fußballspieler
- Jorge Campos (Tischtennisspieler) (* 1991), kubanischer Tischtennisspieler
- Jorge Alberto Campos (* 1979), mexikanischer Fußballspieler
- Jorge José de Amorim Campos (* 1964), brasilianischer Fußballtrainer und -spieler, siehe Jorginho (Fußballspieler, 1964)
- Jorge Luis Campos (* 1970), paraguayischer Fußballspieler
- Jorge Sammir Cruz Campos (* 1987), brasilianisch-kroatischer Fußballspieler, siehe Sammir
- José Campos (Fußballspieler) (José Campos Rodríguez; 1923–2009), spanischer Fußballspieler
- José Campos (Schauspieler) (José Antonio Campos Boloix; * 1936), spanischer Schauspieler
- José Campos (Leichtathlet), brasilianischer Langstreckenläufer
- José Carlos de Souza Campos (* 1968), brasilianischer Geistlicher, Erzbischof von Montes Claros
- José Costa Campos (1918–1997), brasilianischer Geistlicher, Bischof von Divinópolis
- José Eudes Campos do Nascimento (* 1966), brasilianischer Geistlicher, Bischof von Leopoldina
- José Guadalupe Torres Campos (* 1960), mexikanischer Geistlicher, Bischof von Gómez Palacio
- José Melhado Campos (1909–1996), brasilianischer Geistlicher, Bischof von São João del Rei
- Juan Morel Campos (1857–1896), puerto-ricanischer Komponist
- Juliana Campos (* 1996), brasilianische Stabhochspringerin
- Julieta Campos (1932–2007), mexikanische Schriftstellerin und Übersetzerin
- Julius Campos (* 1989), Fußballtorhüter für Guam

### K
- Kilmar Campos (* 1963), venezolanischer Judoka

### L
- Laudelina de Campos Melo (1904–1991), brasilianische Frauenrechtlerin
- Laura Campos (* 1988), spanische Turnerin
- Lissandra Campos (* 2002), brasilianische Leichtathletin
- Lucila Campos (1938–2016), peruanische Sängerin
- Luis Campos (Leichtathlet, 1962) (* 1962), salvadorianischer Geher
- Luís Campos (Sportfunktionär) (* 1964), portugiesischer Trainer und Sportdirektor
- Luís Campos (Filmemacher) (* 1985), portugiesischer Filmproduzent, Regisseur, Drehbuchautor und Kameramann
- Luis Henry Campos (* 1995), peruanischer Geher
- Luís Campos e Cunha (* 1954), portugiesischer Politiker und Wirtschaftswissenschaftler
- Luis Campos Villegas (* 1959), mexikanischer Politiker
- Luis Augusto Campos Flórez (* 1958), kolumbianischer Geistlicher, Bischof von Socorro y San Gil

### M
- Marco Campos (Rennfahrer) (1976–1995), brasilianischer Automobilrennfahrer
- Marco Antonio Campos (* 1949), mexikanischer Dichter, Schriftsteller und Übersetzer
- María Magdalena Campos-Pons (* 1959), kubanisch-US-amerikanische Installationskünstlerin
- María Teresa Campos (1941–2023), spanische Journalistin und Moderatorin
- Mariela Campos (Fußballspielerin, 1991) (* 1991), costa-ricanische Fußballspielerin
- Mariela Campos (Fußballspielerin, 1998) (* 1998), costa-ricanische Fußballspielerin
- Matías Campos (Fußballspieler, 1989) (* 1989), chilenischer Fußballspieler
- Matías Campos (Fußballspieler, 1991) (* 1991), chilenischer Fußballspieler
- Mauricio Omar Campos (* 1978), salvadorianischer Fußballspieler
- Maximiano Campos (1941–1998), brasilianischer Schriftsteller und Journalist
- Miguel Campos (Maler) (1844–1889), chilenischer Maler
- Miguel Campos (Rallyefahrer) (* 1973), portugiesischer Rallyefahrer
- Miguel Ángel Campos (* 1956), salvadorianischer Tennisspieler
- Miguel Irízar Campos (1934–2018), spanischer Geistlicher, Bischof von Callao

### O
- Olavo Redig de Campos (1906–1984), brasilianischer Architekt
- Oscar Campos Contreras (* 1947), mexikanischer Geistlicher, Bischof von Ciudad Guzmán
- Osmiro Campos († 2015), brasilianischer Radiomoderator, Synchronsprecher und -regisseur

### P
- Pablo Campos (* 1983), brasilianischer Fußballspieler
- Pablo Juan Campos (* 1950), puerto-ricanischer Gewichtheber
- Paulo de Tarso Campos (1895–1970), brasilianischer Geistlicher, Erzbischof von Campinas
- Paulo Renato Fernandes Gonçalves de Campos (* 1973), brasilianischer römisch-katholischer Geistlicher, Bischof von Barra do Garças
- Pedro Campos (15.–16. Jhd.), portugiesischer Seefahrer und Entdecker
- Pedro Henrique Campos da Costa (* 2003), brasilianischer Fußballspieler

### R
- Rafael Campos (Reiter) (1911–1968), argentinischer Reitsportler
- Rafael Campos (Schauspieler) (1936–1985), US-amerikanischer Schauspieler
- Rafael Campos (Golfspieler) (* 1988), puerto-ricanischer Golfspieler
- Ramón Campos (1925–2017), philippinischer Basketballspieler
- Raul Campos e Castro (* 1947), brasilianischer Diplomat
- Renato Campos (* 1980), angolanischer Fußballspieler
- Ricardo Campos (* 1959), kubanischer Hockeyspieler
- Richard Danilo Maciel Sousa Campos (* 1990), belgisch-brasilianischer Fußballspieler
- Rigoberto Campos (* 1981), mexikanischer Fußballspieler
- Roberto Campos Neto (* 1969), brasilianischer Wirtschaftswissenschaftler und Bankmanager
- Rogério Campos Nicolau (* 1988), brasilianischer Fußballspieler
- Rosa Irene Campos (* 1986), mexikanische Seglerin
- Rosicléia Campos (* 1969), brasilianische Judoka

### S
- Salvador Campos Icardo (* 1944), mexikanischer Diplomat
- Silcio Campos, brasilianischer Tennisspieler
- Susana Campos (1934–2004), argentinische Schauspielerin

### T
- Terelu Campos (* 1965), spanische Moderatorin
- Tomás Campos (* 1975), mexikanischer Fußballspieler
- Tony Campos (* 1973), US-amerikanischer Bassist

### V
- Vanderson de Oliveira Campos (* 2001), brasilianischer Fußballspieler, siehe Vanderson
- Vicent Venceslau Querol i Campos (1837–1889), valencianischer Dichter
- Víctor Hugo Campos (* 1937), bolivianischer Sportschütze

### W
- Walter Campos (* 1951), costa-ricanischer Boxer
- Wamberto de Jesus Sousa Campos (* 1974), brasilianischer Fußballspieler
- Wanderson Maciel Sousa Campos (* 1994), belgischer Fußballspieler
- William Campos (* 1978), venezolanischer Tennisspieler